# Згожале
Згожале (пол. Zgorzałe, каш. Zgòrzałé, нем. Seedorf) — село в северной Польше в Поморском воеводстве в Картузском повяте в гмине Стенжица. В 1975—1998 годах село принадлежало до Гданьского воеводства. По состоянию на день 31 декабря 2014 года — 353 жителей. Здесь находится первая в Польше улица Леха Валенсы .